# 인천항공교통관제소
인천항공교통관제소(仁川航空交通管制所, Incheon Air Traffic Control Regional Office)는 항공교통본부의 소속기관이다. 2017년 5월 1일 발족하였으며, 인천광역시 중구 공항로 272에 위치하고 있다. 서기관 또는 기술서기관으로 보하며, 임기제공무원으로도 보할 수 있다.

## 연혁
- 2017년 5월 1일: 항공교통본부 소속으로 인천항공교통관제소를 설치.

## 조직

### 소장
- 운영지원과[1]
- 항공관제과[2]
- 항공정보과[3]
- 통신전자과[4]